# Fabijan Komljenović
Fabijan Komljenovic est un footballeur international croate né le 16 janvier 1968.

## Carrière
- 1988-89 : Dinamo Zagreb  Yougoslavie
- 1990-91 : NK Rijeka  Yougoslavie
- 1992-93 : NK Zagreb  Croatie
- 1993    : NK Istra  Croatie
- 1994    : Schalke 04  Allemagne
- 1994-95 : NK Istra  Croatie
- 1995-96 : RC Genk  Belgique
- 1996-97 : NK Zagreb  Croatie
- 1997-98 : KRC Harelbeke  Belgique
- 1998-99 : Hrvatski Dragovoljac  Croatie
- 1999-00 : Marsonia Slavonski Brod  Croatie
- 2000 : Pohang Steelers  Corée du Sud